# Las Vigas de Ramírez
Las Vigas de Ramírez es uno de los 212 municipios ubicado en el estado de Veracruz de Ignacio de la Llave. Es cabecera del municipio de Las Vigas de Ramírez.

## Toponimia
Se dice que la venta que antecedió al actual municipio se estableció cerca de un puentecillo de Vigas sobre un arroyo, llamándolo "El puente de Las Vigas" y al formarse el poblado se le denominó simplemente Las Vigas, sin embargo, también se cree que se puede llamar así debido a que en la urbanización que se formó alrededor de la venta se comerciaban vigas de madera, por lo que al poblado se le denominó como Las Vigas.

## Historia
La historia de Las Vigas de Ramírez comienza a partir de 1525, cuando se establece una venta, es decir, un lugar para alojar viajeros con distintos tipos de servicios. Sin embargo, la venta no sería formalizada sino hasta 1567, cuando el virrey Gastón de Peralta le otorga el terreno perteneciente a la venta a Diego de Madrid, alcalde de Xalapa.[cita requerida]
Alrededor de la venta se fue formando el poblado, que vio un esplendor durante la época colonial y antecedió al municipio actual.
La venta era de suma importancia pues formaba parte del camino México-Puebla-Veracruz, y estaba en el camino de la capital de Veracruz, Xalapa hacia Perote y viceversa.[cita requerida]
Además, era el único punto en común entre la nueva y la vieja ruta entre las mencionadas ciudades, pues la primera cruzaba por Jilotepec y el segundo camino cruzaba por Banderilla[cita requerida].
Durante la época colonial, Las Vigas de Ramírez pertenecieron al actual municipio de Tlacolulan y posteriormente al de Tatatila, hasta que en 1873 se erige la congregación Las Vigas que se segrega del dicho municipio. Para el año de 1935, el pueblo de Las Vigas se eleva a la categoría de Villa y en 1968 La cabecera y municipio de Las Vigas se denominan profesor Rafael Ramírez. Por decreto oficial que data del 23 de noviembre de 1976 estableció que el municipio se denominara Las Vigas de Ramírez, en honor de Rafael Ramírez[cita requerida].

## Clima
| Parámetros climáticos promedio de Las Vigas de Ramírez, Veracruz (Las Vigas) | Parámetros climáticos promedio de Las Vigas de Ramírez, Veracruz (Las Vigas) | Parámetros climáticos promedio de Las Vigas de Ramírez, Veracruz (Las Vigas) | Parámetros climáticos promedio de Las Vigas de Ramírez, Veracruz (Las Vigas) | Parámetros climáticos promedio de Las Vigas de Ramírez, Veracruz (Las Vigas) | Parámetros climáticos promedio de Las Vigas de Ramírez, Veracruz (Las Vigas) | Parámetros climáticos promedio de Las Vigas de Ramírez, Veracruz (Las Vigas) | Parámetros climáticos promedio de Las Vigas de Ramírez, Veracruz (Las Vigas) | Parámetros climáticos promedio de Las Vigas de Ramírez, Veracruz (Las Vigas) | Parámetros climáticos promedio de Las Vigas de Ramírez, Veracruz (Las Vigas) | Parámetros climáticos promedio de Las Vigas de Ramírez, Veracruz (Las Vigas) | Parámetros climáticos promedio de Las Vigas de Ramírez, Veracruz (Las Vigas) | Parámetros climáticos promedio de Las Vigas de Ramírez, Veracruz (Las Vigas) | Parámetros climáticos promedio de Las Vigas de Ramírez, Veracruz (Las Vigas) |
| Mes                                                                          | Ene.                                                                         | Feb.                                                                         | Mar.                                                                         | Abr.                                                                         | May.                                                                         | Jun.                                                                         | Jul.                                                                         | Ago.                                                                         | Sep.                                                                         | Oct.                                                                         | Nov.                                                                         | Dic.                                                                         | Anual                                                                        |
| ---------------------------------------------------------------------------- | ---------------------------------------------------------------------------- | ---------------------------------------------------------------------------- | ---------------------------------------------------------------------------- | ---------------------------------------------------------------------------- | ---------------------------------------------------------------------------- | ---------------------------------------------------------------------------- | ---------------------------------------------------------------------------- | ---------------------------------------------------------------------------- | ---------------------------------------------------------------------------- | ---------------------------------------------------------------------------- | ---------------------------------------------------------------------------- | ---------------------------------------------------------------------------- | ---------------------------------------------------------------------------- |
| Temp. máx. abs. (°C)                                                         | 26.0                                                                         | 29.0                                                                         | 30.0                                                                         | 30.0                                                                         | 32.0                                                                         | 30.0                                                                         | 28.0                                                                         | 28.0                                                                         | 28.0                                                                         | 28.0                                                                         | 29.0                                                                         | 27.0                                                                         | 32.0                                                                         |
| Temp. máx. media (°C)                                                        | 19.0                                                                         | 20.1                                                                         | 21.1                                                                         | 22.6                                                                         | 23.3                                                                         | 21.1                                                                         | 20.4                                                                         | 20.2                                                                         | 19.1                                                                         | 19.2                                                                         | 19.3                                                                         | 19.4                                                                         | 20.4                                                                         |
| Temp. media (°C)                                                             | 10.9                                                                         | 12.0                                                                         | 13.1                                                                         | 14.7                                                                         | 15.3                                                                         | 13.6                                                                         | 12.7                                                                         | 12.7                                                                         | 12.0                                                                         | 11.7                                                                         | 11.4                                                                         | 11.2                                                                         | 12.6                                                                         |
| Temp. mín. media (°C)                                                        | 2.6                                                                          | 3.9                                                                          | 5.2                                                                          | 6.7                                                                          | 7.3                                                                          | 6.2                                                                          | 5.1                                                                          | 5.2                                                                          | 5.0                                                                          | 4.3                                                                          | 3.5                                                                          | 3.0                                                                          | 4.8                                                                          |
| Temp. mín. abs. (°C)                                                         | -6.0                                                                         | -5.0                                                                         | -6.0                                                                         | 0.0                                                                          | -3.0                                                                         | -3.0                                                                         | -1.0                                                                         | 1.0                                                                          | -1.0                                                                         | -3.0                                                                         | -4.0                                                                         | -6.0                                                                         | -6.0                                                                         |
| Precipitación total (mm)                                                     | 39.1                                                                         | 30.8                                                                         | 29.9                                                                         | 40.5                                                                         | 43.3                                                                         | 151.2                                                                        | 117.5                                                                        | 164.3                                                                        | 176.0                                                                        | 153.8                                                                        | 68.2                                                                         | 28.7                                                                         | 1043.3                                                                       |
| Días de precipitaciones (≥ 1 mm)                                             | 7.7                                                                          | 5.7                                                                          | 6.7                                                                          | 6.8                                                                          | 6.7                                                                          | 16.0                                                                         | 15.7                                                                         | 17.8                                                                         | 18.7                                                                         | 14.2                                                                         | 10.3                                                                         | 7.3                                                                          | 133.6                                                                        |
| Fuente: National Water Commission                                            |                                                                              |                                                                              |                                                                              |                                                                              |                                                                              |                                                                              |                                                                              |                                                                              |                                                                              |                                                                              |                                                                              |                                                                              |                                                                              |

## Festividades
En el mes de septiembre, el municipio de las Vigas de Ramírez, celebra la fiesta religiosa en honor a San Miguel Arcángel, patrono del pueblo.

## Personajes ilustres
- Mons. Sergio Obeso Rivera. Obispo de Papantla y Arzobispo de Xalapa de 1978 a 2007. Siendo arzobispo emérito de Xalapa, en 2018 el papa Francisco lo nombró cardenal.